# 음성종합운동장
음성종합운동장(陰城綜合運動場, Eumseong Stadium)은 대한민국 충청북도 음성군에 있는 스포츠 시설이다. 천연잔디 필드와 우레탄 트랙, 벨로드롬이 갖춰진 경기장이며, 1990년 9월에 준공되었다.

## 참고 문헌
- “음성종합운동장”. 음성군청.
- 〈음성종합운동장〉. 《한국향토문화전자대전》. 한국학중앙연구원.[깨진 링크(과거 내용 찾기)]
- 《2019년 전국 공공체육시설 현황 (2018년말 기준)》. 대한민국 문화체육관광부. 2020.
- 《2023 전국 공공체육시설 현황 (2022년 12월말 기준)》. 대한민국 문화체육관광부. 2024.